# Jean Bonfils
Jean Marie Louis Bonfils SMA (* 15. Februar 1930 in Montpellier) ist emeritierter Bischof von Nizza.

## Leben
Jean Marie Louis Bonfils trat der Ordensgemeinschaft der Gesellschaft der Afrikamissionen bei und empfing am 7. Dezember 1954 die Priesterweihe.
Papst Johannes Paul II. ernannte ihn am 28. November 1992 zum Bischof von Viviers. Der Erzbischof von Lyon, Albert Kardinal Decourtray, spendete ihm am 10. Januar 1993 die Bischofsweihe; Mitkonsekratoren waren Jean Hermil, emeritierter Bischof von Viviers, und Hubert Marie Pierre Dominique Barbier, Bischof von Annecy.
Am 28. August 1998 wurde er zum Bischof von Nizza ernannt. Am 28. März 2005 nahm Johannes Paul II. sein aus Altersgründen vorgebrachtes Rücktrittsgesuch an.